# Mason Gooding
Mason Gooding, född 14 november 1996 i Los Angeles, Kalifornien, är en amerikansk skådespelare. Han har haft en återkommande roll i TV-serien Ballers och spelat huvudrollen i tonårsdramat Love, Victor. Han medverkar också i filmen Booksmart och i skräckfilmerna Scream (även känd som Scream 5) och Scream VI. Han spelar rollen som Chad Meeks-Martin (Randy Meeks systerson) i de två sistnämnda filmerna.
Mason Gooding är son till skådespelaren Cuba Gooding, Jr. och sonson till sångaren Cuba Gooding Sr.. Han är också brorson till skådespelaren Omar Gooding.

## Filmografi (i urval)

### Filmer
- 2019 – Booksmart
- 2019 – Let It Snow
- 2022 – Scream
- 2022 – Jag vill ha dig tillbaka
- 2022 – Moonshot
- 2022 – Fall
- 2023 – Scream VI
- 2025 – Heart Eyes
- 2026 – Scream 7

### TV-serier
- 2018 – Ballers (TV-serie)
- 2018 – The Good Doctor (TV-serie)
- 2020 – Everything's Gonna Be Okay (TV-serie)
- 2020 – Star Trek: Picard (TV-serie)
- 2020–2021 – Love, Victor (TV-serie)
- 2022 – How I Met Your Father (TV-serie)